# Франц Меєн
Франц Юліус Фердинанд Меєн (28 червня 1804, Тільзіт — 2 вересня 1840, Берлін) — німецький лікар, ботанік, зоолог та професор університету. 
З 1823 по 1826 рік він вивчав медицину у Берлінському університеті, служив військовим хірургом у клініці Шаріте у Берліні. У 1834 році став доцентом ботаніки в Берліні.  
Між 1830 і 1832 роками він взяв участь в експедиції в Південну Америку, в ході якої відвідав Перу, Чилі та Болівію.
Разом із Йоганном Генріхом Фрідріхом Лінком був співредактором журналу Jahresberichte über die Arbeiten für physiologische Botanik (1837–1839).

## Праці
- Anatomisch-physiologische Untersuchungen über den Inhalt der Pflanzenzellen, Berlin 1828
- Phytotomie, Berlin 1830
- Grundriss der Pflanzengeographie mit ausführlichen Untersuchungen über das Vaterland, den Anbau und den Nutzen der vorzüglichsten Culturpflanzen, welche den Wohlstand der Völker begründen. Berlin, Haude und Spenersche Buchhandlung. 478 S. (1836)
- Neues System der Pflanzenphysiologie, 3 Bände, Berlin 1837—1839

## Описані види
- Lagidium peruanum Meyen, 1833
- Spheniscus humboldti Meyen, 1834
- Phalcoboenus megalopterus Meyen, 1834
- Spheniscus humboldti Meyen, 1834